# Beim Häuten der Zwiebel
Beim Häuten der Zwiebel ist ein autobiografisches Werk von Günter Grass aus dem Jahr 2006. Es beginnt mit dem Ende seiner Kindheit in Danzig und dem Anfang des Zweiten Weltkriegs und endet in dem Jahr, in dem sein Buch Die Blechtrommel erscheint.

## Inhalt
In dem rund 500 Seiten umfassenden Buch berichtet Günter Grass von seinen Erinnerungen an die Kindheit und Jugend und von der Zuneigung zu seiner Mutter, die an Krebs starb. Er erzählt auch von seiner Zeit in der Wehrmacht, davon, wie er als Jugendlicher im Alter von 17 Jahren zur Waffen-SS verpflichtet wurde, 1945 im Dreieck Cottbus – Spremberg – Altdöbern stationiert war  und wie er später in Kriegsgefangenschaft litt.
Günter Grass gibt Einblicke in die Welt, in die er als junger Mensch hineinwuchs, von seiner Beziehung zur bildenden Kunst, die er zu seiner eigenen Welt ernennt, von den Umständen in Paris beim Schreiben seines Buches Die Blechtrommel, wie auch in seine Persönlichkeitsentwicklung.
Günter Grass legt dabei Schicht für Schicht Erinnerungen an die damalige Zeit und ihre Probleme frei. Dies knüpft metaphorisch an das Zwiebelgleichnis aus Henrik Ibsens Drama Peer Gynt an.

## Diskussion zum Dienst in der Waffen-SS
Für Aufsehen sorgte im August 2006 in der nationalen und internationalen Öffentlichkeit ein Abschnitt des Buches, in dem Grass über seine Zugehörigkeit zur Waffen-SS schreibt. Obwohl sein Buch einige Wochen vor dem Erscheinungstermin an viele Verlage und Redaktionen geschickt worden war, kamen Reaktionen erst nach einem Interview mit dem Autor in der Frankfurter Allgemeinen Zeitung vom 12. August 2006:

„Das musste raus, endlich. Die Sache verlief damals so: Ich hatte mich freiwillig gemeldet, aber nicht zur Waffen-SS, sondern zu den U-Booten, was genauso verrückt war. Aber die nahmen niemanden mehr. Die Waffen-SS hingegen hat in diesen letzten Kriegsmonaten 1944/45 genommen, was sie kriegen konnte. Das galt für Rekruten, aber auch für Ältere, die oft von der Luftwaffe kamen, ‚Hermann-Göring-Spende‘ nannte man das. Je weniger Flugplätze noch intakt waren, desto mehr Bodenpersonal wurde in Heereseinheiten oder in Einheiten der Waffen-SS gesteckt. Bei der Marine war’s genauso. Und für mich, da bin ich meiner Erinnerung sicher, war die Waffen-SS zuerst einmal nichts Abschreckendes, sondern eine Eliteeinheit, die immer dort eingesetzt wurde, wo es brenzlig war, und die, wie sich herumsprach, auch die meisten Verluste hatte.“

Grass hatte bislang verschwiegen, dass er Angehöriger der Waffen-SS war. Vielmehr war der breiten Öffentlichkeit bekannt gewesen, dass er 1944 als Flakhelfer eingezogen worden sei und als Soldat gedient habe, bevor er 1945 in Gefangenschaft geriet. In seiner Autobiografie offenbart er nun, dass er in der 10. SS-Panzer-Division „Frundsberg“ als Ladeschütze gedient hatte, vom 10. November 1944 bis zu seiner Verwundung am 20. April 1945.

## Kritiken
Die Kritik nahm das Werk sehr unterschiedlich auf. Es wurde einerseits als glänzendes Meisterwerk voller Kraft, Wucht und Sinnlichkeit gepriesen, während andererseits neben der späten Offenbarung der Zugehörigkeit des Autors zur Waffen-SS auch Eitel- und Wehleidigkeit der Darstellung sowie eine Tendenz zur Verharmlosung, zur Verschleierung und Verklärung von Abgründen beanstandet wurde.

## Ausgaben
- Günter Grass: Beim Häuten der Zwiebel. Steidl, Göttingen 2006, ISBN 3-86521-330-8. (5 Wochen lang im Jahr 2006 auf dem Platz 1 der Spiegel-Bestsellerliste)
- Günter Grass: Beim Häuten der Zwiebel. DTV, München 2008, ISBN 978-3-423-13655-6.
- Günter Grass liest Beim Häuten der Zwiebel. Steidl, Göttingen 2006, ISBN 3-86521-506-8 (Hörbuch, 16 CDs).